# Cannelton (Indiana)
Cannelton es una ciudad ubicada en el condado de Perry en el estado estadounidense de Indiana. En el Censo de 2010 tenía una población de 1.563 habitantes y una densidad poblacional de 380,98 personas por km².

## Historia
El nombre Cannelton fue adoptado en 1844 y se deriva del carbón canal que se extraía en la zona.  Una oficina de correos ha estado en funcionamiento en Cannelton desde 1844. El Cannelton Cotton Mill, el Cannelton Historic District y la Iglesia Episcopal de San Lucas están incluidos en el Registro Nacional de Lugares Históricos.

## Geografía
Cannelton se encuentra ubicada en las coordenadas 37°54′42″N 86°44′19″O / 37.91167, -86.73861. Según la Oficina del Censo de los Estados Unidos, Cannelton tiene una superficie total de 4.1 km², de la cual 3.84 km² corresponden a tierra firme y (6.44%) 0.26 km² es agua.

### Clima
El clima en esta área se caracteriza por veranos calurosos y húmedos, e inviernos generalmente suaves a frescos. Según el sistema de Clasificación climática de Köppen, Cannelton tiene un clima subtropical húmedo, abreviado como "Cfa" en los mapas climáticos.

## Demografía
Según el censo de 2010, había 1.563 personas residiendo en Cannelton. La densidad de población era de 380,98 hab./km². De los 1.563 habitantes, Cannelton estaba compuesto por el 97.44% blancos, el 0.13% eran afroamericanos, el 0.64% eran amerindios, el 0.06% eran asiáticos, el 0% eran isleños del Pacífico, el 0.38% eran de otras razas y el 1.34% pertenecían a dos o más razas. Del total de la población el 0.83% eran hispanos o latinos de cualquier raza.